# Gerald Vernon-Jackson
Gerald Vernon-Jackson, CBE (sinh ngày 10 tháng 1 năm 1962) là một chính khách Đảng Dân chủ Tự do ở Portsmouth, Anh. Ông là lãnh đạo của Hội đồng Thành phố Portsmouth kể từ ngày 15 tháng 5 năm 2018, từng là lãnh đạo từ năm 2004–2014, và ủy viên hội đồng của Phường Milton từ năm 2003.

## Đời tư
Vernon-Jackson sinh ra ở Hampshire, Anh. Ông là con trai của Jean Vernon-Jackson MBE, cựu Chủ tịch Hội đồng Quận Hampshire và Hội đồng Quận New Forest, và tốt nghiệp Đại học Liverpool và Đại học Southampton với bằng cử nhân Lịch sử và Thạc sĩ Chăm sóc xã hội, tương ứng.

## Sự nghiệp chính trị
Vernon-Jackson là thành viên được bầu của Hội đồng Newbury từ năm 1995 đến năm 2003, nơi ông từng là Phó thủ lĩnh của nhóm Đảng Dân chủ Tự do. Trong thời kỳ này, ông giữ chức vụ Chánh văn phòng của Nghị sĩ Newbury David Rendel, và Phó Giám đốc Chiến dịch của Đảng Dân chủ Tự do. Ông cũng sẽ tham gia Cuộc bầu cử Nghị viện Châu Âu, năm 1999 với tư cách là thành viên thứ 8 trong danh sách Đảng Dân chủ Tự do cho khu vực bầu cử Đông Nam Anh, trước MEP Catherine Bearder trong tương lai. Năm 2003, ông được bầu vào Phường Milton và đảm nhận vị trí Phó lãnh đạo của Nhóm Đảng Dân chủ Tự do Portsmouth. Năm 2004, ông trở thành Lãnh đạo của Hội đồng, một vị trí mà ông giữ cho đến cuộc bầu cử hội đồng năm 2014. Trong giai đoạn này, chính quyền của Đảng Dân chủ Tự do bị cáo buộc che đậy một báo cáo độc lập về các cáo buộc quấy rối tình dục chống lại nghị sĩ Mike Hancock khi đó, Bản thân Vernon-Jackson đã bác bỏ các cáo buộc là được thúc đẩy bởi lợi ích tài chính có thể.
Sau khi phản đối, sau cuộc bầu cử hội đồng năm 2018, Vernon-Jackson đã tái đảm nhiệm vai trò Lãnh đạo của Hội đồng trong một chính quyền thiểu số với sự hỗ trợ của nhóm hội đồng Đảng Lao động. Kể từ khi tái lãnh đạo, chính quyền thứ hai của Vernon-Jackon đã gây ra tranh cãi do quyết định theo đuổi việc đóng cửa Victory Energy, theo đuổi sự phát triển của Tipner West, đã tìm kiếm và nhận được sự chấp thuận để phát triển Công viên Quốc gia Đảo Horsea và phụ trách việc chuẩn bị của Hội đồng cho Brexit.  Trong một lá thư gửi cho Michael Gove, Bộ trưởng phụ trách kế hoạch Brexit không thỏa thuận, Vernon-Jackson cáo buộc Chính phủ đánh giá thấp xung đột tiềm ẩn do Brexit không thỏa thuận gây ra đối với bến cảng Portsmouth.
Trong thời gian chống đối, Vernon-Jackson đã tranh cử cho khu vực bầu cử Nam Portsmouth, lần đầu tiên vào năm 2015 để kế nhiệm Mike Hancock, và sau đó một lần nữa vào năm 2017 trong nỗ lực giành lại khu vực bầu cử cho Đảng Dân chủ Tự do, tuy nhiên đã bị Flick Drummond đánh bại trong cả hai nỗ lực và Stephen Morgan, tương ứng. Ông lại đứng ở Portsmouth South tại cuộc bầu cử năm 2019, ban đầu được đặt đầu tiên trong cuộc thăm dò cử tri chống lại Lao động và các ứng cử viên Đảng Bảo thủ trong một cuộc thăm dò do Đảng Dân chủ Tự do ủy quyền, tuy nhiên cuộc bỏ phiếu liên tiếp do Đảng Dân chủ Tự do ủy quyền cho khu vực bầu cử sẽ khiến Vernon-Jackson trượt xuống vị trí thứ ba, nơi cuối cùng anh ta sẽ bỏ phiếu vào ngày bầu cử.  Năm 2016, Vernon-Jackson đã được trao bằng CBE cho các dịch vụ của ông cho chính quyền địa phương.
Từ năm 2012 đến năm 2017, Vernon-Jackson là Phó Chủ tịch & Lãnh đạo Nhóm Lib Dem trong Hiệp hội Chính quyền Địa phương. Kể từ tháng 1 năm 2020, Vernon-Jackson là thành viên của Hội đồng Liên bang Đảng Dân chủ Tự do và Chủ tịch Đảng Dân chủ Tự do Anh.